# Julius Wiesner
Julius Ritter von Wiesner (født 20. januar 1838 i Tschechen ved Brunn, død 9. oktober 1916 i Wien) var en østrigsk botaniker.
Wiesner var 1873—1909 professor i planteanatomi og plantefysiologi ved universitetet i Wien. Af hans videnskabelige arbejder må navnlig fremhæves hans undersøgelser over planternes forhold til lyset (en samlet fremstilling findes i hans bog: Der Lichtgenuss der Pflanzen, Leipzig 1908). Indgående har han også beskæftiget sig med teknisk botanik og har herom udgivet et stort og meget benyttet værk: Die Rohstoffe des Pflanzenreichs (1873), sidste udgave (i forbindelse med en række fagmænd) 1914-18.
Autornavnet Wiesner kan bruges for Julius Wiesner sammen med et videnskabeligt artsnavn inden for botanikken. (Wikipedia-artikler der bruger autornavnet)